# The Taste
The Taste es un programa de televisión gastronómico estadounidense emitido por el canal ABC desde el 22 de enero de 2013. Cuatro meses después de su inicio en televisión, el 14 de mayo del mismo año, la compañía americana renovó el espacio para una segunda temporada.

## Formato
The Taste es un espacio de cocina estadounidense donde los participantes que entran a formar parte del concurso son cocineros profesionales y amateurs, y deberán presentar platos a ciegas y someterse a las opiniones del jurado. En el primer programa los chefs deben seleccionar a dieciséis concursantes y a raíz de cada emisión, los implicados deberán enfrentarse a distintos desafíos. Los jueces probarán los menús sin saber quien lo ha cocinado y cómo se ha elaborado. El peor será eliminado, mientras que el ganador que pasa todas las pruebas recibe un premio de USD 100 000 en metático y un coche.

## Mecánica
Los jueces deberán elegir los mejores sabores consumiendo las recetas elaboradas por los concursantes sin saber quién las ha cocinado. La mecánica del formato es similar al concurso de talentos La voz, ya que en el programa se busca encontrar a personas que tengan los mejores dotes de cocina, sin entrar a valorar su aspecto físico. Los aspirantes pueden ser cocineros profesionales o domésticos, y la selección se realiza del mismo modo, un equipo de cuatro coaches, degusta las elaboraciones culinarias de los participantes y deciden si les gustaría que formen parte de su equipo, o si merecen no entrar en el programa.

## Coaches
En Estados Unidos, un equipo de cuatro jueces integrado por Anthony Bourdain, Nigella Lawson, Ludo Lefebvre y Brian Malarkey, prueban las elaboraciones culinarias de los aspirantes del concurso y deben decidir si merecen entrar, o no en The Taste.

## Pruebas
La primera prueba que tuvieron que superar los aspirantes fue la elaboración de un plato confortable, en la siguiente hacer una armonía entre un plato y un vino. En el tercero debían crear un sándwich, posteriormente tuvieron que trabajar la cocina con casquería. Para pasar a la final, los concursantes tuvieron que conquistar con un plato seductor, y la final, que tuvo como juez invitado a José Andrés,  buscaba el mejor sabor en tapas con ingredientes como la mozzarella, el jamón ibérico y las gambas.

## Adaptación internacional
El formato ha sido vendido por la distribuidora Red Arrow, con derechos de adaptación en países como Francia (M6), Canadá (CTV), Colombia (Caracol Televisión) y Australia (Nine Network). En España, la versión nacional correría a cargo de Telecinco, sin embargo los directivos del canal argumentaron «si en la programación tiene cabida un espacio culinario». Meses después, a finales de octubre de 2013, el grupo de comunicación Atresmedia se hizo con los derechos de emisión de este formato, por lo que la compañía Mediaset España ya no tendría la posibilidad de producir el espacio de cocina para su canal de televisión.